# Nollie
Nollie (но́лли) — один из популярнейших трюков на скейтборде. Как и олли, представляет собой прыжок со скейтбордом, но отличается исходным положением ног на доске. При олли задняя нога находится на тэйле и выполняет «щелчок», передняя же располагается примерно на середине доски и выполняет «вытяжку», в то время как при нолли «щелчок» выполняет передняя нога, находясь на ноузе, а «вытяжку» — задняя, находясь на середине скейтборда.
Обычно скейтеры, умеющие хорошо делать свитч олли, хорошо выполняют и нолли. Это объясняется тем, что при нолли задействованы те же мышцы, что и при свитч олли.